# Roberto Araújo Pereira
Roberto Araújo Pereira (Portugal, 1908-Ibidem, 1969) fue un pintor, ilustrador y diseñador portugués. Pertenecía a la segunda generación de artistas modernistas portugueses.

## Biografía / Obra
Entre otras exposiciones, participó en el II Salón de los Independientes, SNBA (1931), en el pabellón portugués de la Feria de Nueva York (1939),  en la Exposición  del Mundo Portugués (1940) y en dos Exposiciones de Arte Moderno de la S.P.N./S.N.I.. Fue un hombre culto, de buena conciencia plástica, que dejó una obra pequeña y dispersa. Trabajó, así mismo, en decoración y publicidad.
Creó escenarios para varias películas portuguesas clásicas como El Padre Tirano. Fundó la agencia de Publicidad Belarte con Mário Nieves y su hermano Alfredo Araújo Pereira, autor del conocido libro "Técnica de Publicidad" y realizó numerosos expositores y decoración de espacios para clientes en la FIL. 
Dejó dibujos, pinturas, estampados, e ilustraciones y varias portadas de la serie policial Escaravelho de Ouro. Una faceta menos conocida de su actividad de artista fue la producción de vidrieras, frecuentemente en asociación con su amigo y gran arquitecto José Bastos. Un ejemplo de esta asociación puede ser visto en la pequeña iglesia de Nª S.ª de Santa Iría de la Azóia, cerca de Alverca. Otro ejemplo más público de su trabajo es un enorme panel de azulejo rojo con dibujo a trazo blanco, representando los ángeles vigilando sobre el trabajo de los hombres. Su taller se encontraba en la esquina de la pared de la antigua librería del Diario de Noticias, entre el Largo del Chiado y la Calle António Maria Cardoso en Lisboa, hasta que fue destruido durante obras de remodelación del edificio.
También en Castelo Branco, en el interior de la dependencia de la Caja General de Depósitos de la Plaza del Municipio, es posible observar un panel de su autoría, representando el distrito de Castelo Branco, presentando iconografía (trajes, fauna, tradiciones) regionales.
En el Museo de Arte Moderno de la Fundación Calouste Gulbenkian hay al menos un dibujo de su autoría en la colección no permanente. Fue contemporáneo y amigo de Almada Negreiros, Thomaz de Mello, Abel Manta, Sena de Silva, etc. 
Falleció en 1969 a causa de una enfermedad prolongada.

## Premios
- Premio Anunciação 1929[3]